# Tanya Dooley
Tanya Dooley (8 de mayo de 1972) es una deportista estadounidense que compitió en atletismo. Ganó una medalla de bronce en el Campeonato Mundial de Atletismo en Pista Cubierta de 1995, en la prueba de 4 × 400 m.

## Palmarés internacional
| Campeonato Mundial en Pista Cubierta | Campeonato Mundial en Pista Cubierta | Campeonato Mundial en Pista Cubierta | Campeonato Mundial en Pista Cubierta |
| Año                                  | Lugar                                | Medalla                              | Prueba                               |
| ------------------------------------ | ------------------------------------ | ------------------------------------ | ------------------------------------ |
| 1995                                 | Barcelona (España)                   | Medalla de bronce                    | 4 × 400 m                            |